# Jean-Marie-Placide Munaret
Jean-Marie-Placide Munaret, né le 8 septembre 1805 à Nantua (Ain) et mort le 31 octobre 1877 à Brignais (Rhône) est un médecin français. 

## Biographie
Après ses études classiques qui lui permettent d'être bachelier-ès-lettres et bachelier-ès-sciences Jean-Marie-Placide Munaret étudie la médecine à Paris. Il soutient sa thèse de médecine, Médecine de l'étude à Montpellier en 1830.
Il publie son premier ouvrage en 1837 Du médecin de campagne et ses malades. Il s'installe brièvement à Lyon puis ouvre son cabinet à Brignais (commune proche de Lyon) car il apprécie la vie plus rurale. Il écrit de nombreux articles dans les journaux de médecine de Lyon et de Paris : Gazette médicale de Paris, Journal des sciences physiques et chimiques de France, Gazette médicale de Lyon...
Il fonde, en 1840, un dispensaire à Lyon, consacré au traitement gratuit des maladies vénériennes dans la classe indigente et dans la classe ouvrière.
Il est l'un des trois fondateurs, en 1850,  de l'Association de prévoyance et de secours des médecins du Rhône et en devient le secrétaire général.
Il est membre correspondant de nombreuses sociétés savantes : Société médicale d'émulation de Lyon, Société nationale de médecine et des sciences médicales de Lyon, Académies impériales des sciences, arts et belles-lettres de Rouen, Dijon, Caen, Metz, Toulouse, Clermont-Ferrand, Lyon, Cadix ; de l'Académie royale de médecine et de chirurgie de Turin ; de la Société médicale du grand-duché de Bade ; des Sociétés impériales de médecine de Bordeaux, Montpellier, Marseille, Bruxelles, Paris, Alger...

## Publications
Du médecin de campagne et ses malades, avec gravures, Paris, 1837, 2 vol., Paris, Germer Baillière, 900 pages lire en ligne sur Gallica
Promenade chirurgicale à Lausanne, Paris, 1837, Deville-Cavellin, libraire-éditeur, 40 p. lire en ligne sur Gallica
Notice sur Mathias Mayor, sa vie et ses travaux, Paris, 1847, G. Baillière, 104 p. lire en ligne sur Gallica
Les Trois sources de Saint-Galmier, Lyon, 1849, impr. de Dumoulin et Ronet, 26 p. lire en ligne sur Gallica
Causeries et miscellanées : science, littérature, philosophie, esthétique, histoire de mon temps, boutade, etc.. Tome 2, 1877 Paris 80 p.lire en ligne sur Gallica